# Teenage Mutant Ninja Turtles 3: Mutant Nightmare
Teenage Mutant Ninja Turtles 3: Mutant Nightmare es un videojuego de género Yo contra el barrio publicado por Konami para PlayStation 2, GameCube, Xbox y Nintendo DS protagonizado por las Tortugas Ninja. Es el penúltimo videojuego de las Tortugas Ninja creado por Konami.

## Sistema de juego
A pesar de que fue lanzado en 2005, cuando la serie de televisión estaba emitiéndose en su cuarta temporada, el juego se basa en la tercera. El videojuego está dividido en cuatro secciones, llamadas "Episodios" (se van desbloqueando a medida que el jugador vaya completándolos): "Invasores del espacio", que narra lo acontecido en la tercera temporada cuando los invasores del espacio y los habitantes de la Tierra entran en guerra; "Aparece Alfil", basado tanto en el episodio del mismo nombre de la tercera temporada, y con antagonistas de otros dos episodios; "Éxodo", que detalla los acontecimientos de Nueva Sangre y el Éxodo de dos partes; y, finalmente, "Pesadilla", sobre la base de los cinco episodios en los cuales Drako separa las tortugas y a Astilla (Splinter) a través de dimensiones alternativas.
Después de completar el episodio 1, el jugador desbloqueará una versión ligeramente modificada del clásico juego arcade, Teenage Mutant Ninja Turtles: Turtles in Time, original de los años 90 basado en la serie clásica, que fue versionado a otros sistemas como Super Nintendo. También fue creado por Konami. Como se ha indicado antes, esta versión se encuentra ligeramente modificada con respecto al original Turtles in Time. Por ejemplo, se eliminó el tema principal (que era la canción "Pizza Power", y aquí fue sustituida por el tema principal de la serie de 2003), algunas voces y melodías, todo ello por cuestiones de licencia y copyright.